# Curtis (Nebraska)
Curtis è un comune degli Stati Uniti d'America, situato in Nebraska, nella contea di Frontier.